# Zrąb tektoniczny

Rowy (graben) i zręby (horst) tektoniczne

Zrąb tektoniczny (horst) – struktura tektoniczna ograniczona przynajmniej z dwóch przeciwległych stron uskokami i wypiętrzona wzdłuż nich względem otoczenia. Przykładami wielkoskalowego zrębu są Sudety, Schwarzwald, Wogezy, Góry Skandynawskie, Góry Jabłonowe, Góry Smocze, Tienszan i góry Ural.